# Estación de Bretonnières
La estación de Bretonnières es una estación ferroviaria de la comuna suiza de Bretonnières, en el Cantón de Vaud.

## Historia y situación
La estación de Bretonnières fue inaugurada en el año 1870 con la puesta en servicio del tramo Vallorbe - Cossonay de la línea Vallorbe - Lausana. 
Se encuentra ubicada en borde noreste del núcleo urbano de Bretonnières. Cuenta con dos andenes laterales a los que acceden dos vías pasantes.
En términos ferroviarios, la estación se sitúa en la línea Vallorbe - Lausana. Sus dependencias ferroviarias colaterales son la estación de Le Day hacia Olten, y la estación de Croy-Romainmôtier en dirección Lausana.

## Servicios ferroviarios
Los servicios ferroviarios de esta estación están prestados por SBB-CFF-FFS:

### RER Vaud
La estación forma parte de la red de trenes de cercanías RER Vaud, que se caracteriza por trenes de alta frecuencia que conectan las principales ciudades y comunas del cantón de Vaud. En ella efectúan parada trenes de una línea de la red:
- S 2 Vallorbe - Lausana - Palézieux.